# Draba compacta
Draba compacta är en korsblommig växtart som beskrevs av Schott, Nyman och Karl Theodor Kotschy. Draba compacta ingår i släktet drabor, och familjen korsblommiga växter. Inga underarter finns listade i Catalogue of Life.